# Evecio de Nicomedia
Evecio de Nicomedia, Evencio el Latino o Evencio, mártir (s. III - Nicomedia, 303) fue un mártir cristiano del siglo III, que cayó víctima de la persecución del emperador Diocleciano. Es venerado como santo por la Iglesia Católica el 24 de febrero.

## Hagiografía
El nombre Evencio viene del latín eventus (“evento o suceso”).
De Evencio se dice que supone que fue un confesor muy popular en Nicomedia,  (hoy Turquía) y también tenía un cargo importante en la ciudad. Lactancio describe que por renegar de la fe pagana de los romanos, fue apresado, juzgado, declarado culpable y posteriormente se le quemó vivo. Fue reducido a cenizas. Se le atribuye una paciencia legendaria, en medio de sus tormentos.
La causa de su martirio no está muy clara, pero se supone que se originó porque Evencio destruyó un edicto anticristiano promovido por el emperador Diocleciano, a la vista de todo el pueblo. Las autoridades habrían tomado represalias de este manifiesto desafío a la autoridad imperial.
Fue martirizado el 24 de febrero del 303, en Nicomedia.